# Procés politròpic
Un procés politròpic és un procés termodinàmic reversible que obeeix la següent relació:
{\displaystyle PV^{\,n}=C}
On P és la pressió, V és el volum, n és l'índex politròpic (un nombre real) i C és una constant. Aquesta equació es pot fer servir per caracteritzar acuradament processos de certs sistemes termdinàmics, especialment els processos de compressió i expansió d'un gas (i, de vegades, líquids i sòlids).

## Aplicabilitat
L'equació és una caracterització vàlida d'un procés termodinàmic assumint que el procés sigui quasiestàtic i que els valors de les capacitats tèrmiques ({\displaystyle C_{p}} i {\displaystyle C_{V}}) són gairebé constants quan {\displaystyle n} no és zero ni infinit (en realitat, {\displaystyle C_{p}} i {\displaystyle C_{V}} són funcions de la temperatura i la pressió, però són gairebé constants quan els canvis de tempereatura són petits).
Sota condicions estàndard, la majoria de gasos es poden caracteritzar acuradament per la llei dels gasos ideals. Aquesta construcció permet definir la relació pressió-volum per gairebé tots els cicles termodinàmics ideals, tals com el cicle de Carnot. Tanmateix, pot passar que un procés politròpic tingui lloc per un gas no ideal.

## Relació amb processos ideals
Per certs valors de l'índex politròpic, el procés pot ser sinònim d'altres processos comuns. Alguns exemples dels efectes de la variació dels valors d'aquest índex es mostren a la taula següent.
| Politròpic index            | Relació                             | Efectes |
| --------------------------- | ----------------------------------- | --- |
| {\displaystyle n<0}         | —                                   | Tot i que no és aplicable als sistemes més comuns, els exponents negatius poden tenir sentit en alguns casos especials que no estan dominats per interaccions tèrmiques, tals com processos de certs plasmes en astrofísica. |
| {\displaystyle n=0}         | {\displaystyle PV^{0}=p} (constant) | Equivalent a un procés isobàric (pressió constant). |
| {\displaystyle n=1}         | {\displaystyle PV=NkT} (constant)   | Equivalent a un procés isotèrmic (temperatura constant). |
| {\displaystyle 1<n<\gamma } | —                                   | Es tracta d'un procés quasi-adiabètic tal com un motor de combustió interna durant l'expansió, o una refrigeració per compressió de vapor durant la compressió.                                                              |
| {\displaystyle n=\gamma }   | —                                   | {\displaystyle \gamma =}{\displaystyle {\frac {C_{p}}{C_{V}}}} és l'índex adiabàtic, que mena a un procés adiabàtic (no hi ha transferència de calor).                                                                       |
| {\displaystyle n=\infty }   | —                                   | Equivalent a un procés isocor (a volum constant). |

Cal notar que {\displaystyle 1<\gamma <2}, ja que {\displaystyle \gamma ={\frac {C_{p}}{C_{V}}}={\frac {C_{V}+R}{C_{V}}}=1+{\frac {R}{C_{V}}}={\frac {C_{p}}{C_{p}-R}}}.